# 소돔 (밴드)
소돔(Sodom)은 1982년 독일 서부 겔젠키르헨(Gelsenkirchen)에서 결성된 스래쉬 메탈 밴드이다.
저먼 스래쉬의(German Thrash) 창시자 중 하나이며, 크리에이터, 디스트럭션과 함께 독일 메탈 신에서 가장 큰 성공을 거둔 스래쉬 메탈 밴드이다. 이들의 극단적인 연주방식은 오늘날의 많은 스래쉬, 데스, 블랙 메탈 밴드들에 영향을 끼쳤다.

## 역사
소돔은 1982년 톰 엔젤리퍼(본명: 토마스 주흐, 보컬, 베이스), 크리스 위치헌터(본명: 크리스티안 두덱, 드럼), 어그레서(본명: 프랑크 테스테겐, 기타)의 3인조로 결성되었다.
결성 초기에는 작곡이나 공연 등 연주보다 '함께 모여 술을 마시는 것'이 더 중요했다고 한다.
두 장의 데모앨범(Witching Metal, Victims of Death)을 통해 급속도로 팬들 사이에서 '초 과격 밴드'라는 명성을 얻었고, 1984년에 레이블 스팀해머(Steamhammer)와 최초의 음반계약을 맺는다.
그러나 어그레서는 첫 번째 미니 LP 'In the Sign of Evil' 녹음 전에 밴드에서 탈퇴하고, 요제프 '바이얼레이터' 도미니크가 새로운 드러머로 가입하게 된다.
하지만 도미니크도 곧 밴드를 탈퇴하고, 미하엘 ‘디스트럭터‘ 불프로 다시 드러머가 교체되고, 미하엘은 첫 번째 정규앨범 'Obsessed by Cruelty'녹음까지 멤버로 함께한다. (디스트럭터는 1993년 오토바이 사고로 사망했다.)

## 국제적 인지도 상승
밴드는 1987년 당시 루르(Ruhr) 지역에서 가장 번화한 메탈 신 중 한 곳인 에센-알텐에센(Essen-Altenessen)에서 밴드를 한 단계 발전시킨 걸출한 기타리스트 프랑크 블랙파이어 (본명: 프랑크 고직)을 영입하고 베를린의 Music Lab Studios에서 EP 앨범 'Expurse of Sodomy'를 발매한다.
그리고 이 앨범을 기점으로 추후 오랫동안 밴드의 프로듀싱을 책임지게 되는 해리스 존스를 만나게 된다.
같은 해 국제적 명성을 얻는 발판을 마련한 정규 2집 'Persecution Mania'를 발매한다.
또한, 이 앨범부터 밴드의 마스코트 크나렌하인츠(Knarrenheinz)가 앨범 커버에 등장한다.
1988년에는 Whiplash와 함께 장기간의 유럽투어 길에 올랐고, 당시 투어 실황을 담은 'Mortal Way of Live'가 라이브 앨범으로 발매되었다. 또한, 이 투어는 소도매니아 투어(Sodomania Tour)라고도 불리는데, 이 투어는 프로모션 투어였기에 밴드는 단 한 푼의 돈도 받지 않고 투어를 마무리한다.

## 3집 Agent Orange
밴드는 1989년 초 폴란드의 카토비체(Katowice)에서 당시 밴드역사상 최대 공연(12,000명 운집)을 하고 귀국하여 해리스 존스의 지휘하에 밴드 역사상 상업적, 음악적으로 가장 큰 성공을 거둔 3집 앨범 'Agent Orange'를 발매한다. 이 앨범은 독일 앨범 순위에 36위까지 올랐으며, 이는 스래쉬 메탈 밴드 최초의 차트 입성이기도 하다.
이 앨범에서는 'Ausgebombt'가 싱글 커트되었다. (싱글 앨범에서는 독일어 가사 버전도 수록되어 있다.) 독일어 버전에는 소돔의 열광적인 팬인 펑크밴드 디 애어츠테(Die Ärzte)의 드러머 Bela B.가 함께 노래를 불렀다. 그러나 앨범 녹음 작업 중에도 프랑크 블랙파이어는 나머지 멤버들과 거리를 두다 결국 유럽 투어(오프닝 밴드: 세풀투라) 개시 3주 전에 밴드에서 탈퇴해 크리에이터로 적을 옮긴다.
하지만 밴드는 어려운 상황에서도 프로그레시브/스래쉬 메탈 밴드 메콩 델타(Mekong Delta)의 우베 발루취를 투어 세션 기타리스트로 영입하여 투어를 마무리한다.

## 1990~
스래쉬 메탈 밴드 Assassin의 기타리스트 미하엘 호프만이 새로이 정식 기타리스트로 밴드에 합류하고, 전작의 스타일에서 벗어난 4집 'Better off Dead'를 발매한다.
이 앨범은 정통메탈을 표방한 앨범으로, 'Bloodtrails'와 같은 기존 스타일의 곡들과 우울한 분위기의 곡(엔젤리퍼의 돌아가신 아버지에게 헌정하는 곡 'Resurrection')과 두 곡의 커버곡 (Tank의 'Turn Your Head Around', Thin Lizzy의 'Cold Sweat')이 수록되어 있다. 이 시기 밴드는 처음으로 일본 투어에 나서게 된다. 그러나 일본 투어가 끝나고 호프만이 밴드에서 탈퇴하고, 메탈 신에서 거의 알려지지 않은 안디 브링스로 교체된다. 차기작인 5집 'Tapping the Vein'에는 최초로 독일어 가사로 쓰인 곡 ‘Wachturm‘이 수록되어 있는데, 이 곡은 여호와의 증인을 비난하는 곡이며, 라이브에서 가장 인기가 많은 곡 중 하나이기도 하다.
그리고 앨범 발매 후 크리스 위치헌터는 성격차이와 음악적 차이로 밴드에서 해고당한다.
위치헌터의 자리는 Living Death와 Violent Force에서 활동한 경력이 있는 기도 '아토믹 슈타이프' 리히터가 메꾸게 된다.
1993년에는 밴드 스타일과는 다른 우도 위르겐스의 곡 'Aber bitte mit Sahne!'를 리메이크한 싱글앨범(Aber bitte mit Sahne!)을 발매하고, 이듬해에 펑크 성향이 짙은 6집 'Get What You Deserve'를 발매한다.
이 앨범에는 독일어 가사로 된 두 곡 'Erwachet'과 'Die stumme Ursel'이 수록되어 있다.
이외에도 'Silence is Consent'는 뮤직 비디오로 공개되기도 하였는데, 이 곡은 포경으로 멸종위기에 놓은 고래들에 대한 곡으로, 밴드의 가사 주제의 스펙트럼을 한층 넓히기도 하였다.
이어 밴드의 두 번째 라이브 앨범 'Marooned'를 CD와 비디오(Live in Zeche Carl)로 동시 발매하는데, 이 앨범은 에센(Essen)에서의 소돔 결성 10주년 기념 공연실황을 녹음한 것이다.
1996년에 발매한 7집 'Masquerade in Blood'는 'Agent Orange'로의 회귀를 선언한 역작이었다.
그러나 앨범 녹음 기간 중 안디 브링스는 밴드를 떠나게 되고, 디르크 '슈트랄리' 슈탈마이어가 가입했으나, 앨범 녹음 후에 체포된다.
결국, 소돔의 원년멤버는 엔젤리퍼 혼자만 남게 되었다.
후에 아토믹 슈타이프는 소돔은 ‘엔젤리퍼와 세션맨으로 이루어진 밴드‘라고 말했다. 그리고 "엔젤리퍼는 (독단적으로)소돔의 모든 것을 결정했고, 소돔의 멤버로 2년 동안 생활한 것보다 좋은 직장에서 한 달 정도 일하면 훨씬 더 많이 벌 수 있을 만큼 돈 지급은 최악이었다"라고 밝혔다. 또한, "엔젤리퍼는 자신이 부양해야 할 가족이 있기 때문에 돈이 필요하다고 했고, 음악 외적으로는 재미있는 사람일 수는 있겠으나, 음악적 파트너로서는 아니다." 라고 말했다.

## 현재 멤버
2008년 9월 8일 밴드는 마이 스페이스 페이지를 통해서 크리스 위치헌터가 7일 오랜 시간 동안 시달리던 알코올 의존증으로 사망했다고 발표했다. 그리고 이듬해 4월 11일 오버하우젠(Oberhausen)의 투르빈할레(Turbinhalle)에서 위치헌터 헌정 공연이 열렸고, 수익금은 위치헌터의 모친에게 돌아갔다.
2010년 11월 19일 밴드는 13집 'In War and Pieces'를 발매한다.(독일 제외 유럽 11월 22일 발매, 미국과 캐나다는 2011년 1월 11일 발매)
2010년 11월 30일 밴드는 웹사이트에서 소돔이 '엔젤리퍼와 쇼트코프스키 사이의 개인적인 문제 때문에' 쇼트코프스키와 결별했음을 공식 발표한다.
하지만 예정된 공연과 2011년 2월 투어는 문제없이 치르게 되는데, '지금까지 그래왔듯이' 밴드는 '가능한 한 빨리' 드러머를 구했기 때문이다.
2010년 12월 밴드는 공식 홈페이지에 마르쿠스 '마카' 프라이발트를 새로운 드러머로 영입하였다고 공식 발표 및 바켄 오픈 에어 2011에 로베르토 블랑코와 함께 참가한다고 발표하였다.
엔젤리퍼의 솔로 프로젝트 옹켈 탐(Onkel Tom) 활동을 마치고, 소돔은 '또다시'새로운 진용(기타: 베른트 '베르네만' 코스트, 드러머: 바비 쇼트코프스키)으로 1997년 8집 'Til Death Do Us Unite'를 발매한다. 이 앨범에서는 이들의 전성기로의 회귀의지를 확연하게 엿볼 수 있었고, 9집 'Code Red'(1999)와 10집 'M-16'(2001)에서는 이전보다 더욱 강력해진 모습을 구현하기도 했다.
또한, 동료 스래쉬 메탈 밴드인 크리에이터, 디스트럭션과 공동으로 진행한 투어(세 밴드는 돌아가면서 헤드라이너를 맡았다)는 큰 성공을 거두기도 했다.
2003년에는 태국 방콕 라이브 실황을 담은 'One Night in Bangkok'이 발매되었다.
2005년에는 공연 실황과 두 시간 분량의 밴드 다큐멘터리가 포함된 더블 DVD 'Lords of Depravity'를 발매했다. 첫 번째 DVD는 공연실황이고, 두 번째 DVD에는 거주지가 불명확한 슈트랄리를 제외한 이전 멤버들과 인터뷰가 담겨 있으며, 특히 위치헌터가 여전히 당시 탈퇴방식에 크게 상처를 받은 모습이 나오기도 했다. 이전 멤버들 외에도 독일 메탈 신의 창시자로 꼽히는 레이지의 피비 바그너, 블라인드 가디언의 한지 퀴르쉬, 세계적으로 유명한 모터헤드의 레미 킬미스터 및 식스 핏 언더의 크리스 반즈의 소돔에 대한 인터뷰 영상이 포함되어 있다.
2006년 소돔은 셀프 타이틀 앨범인 11집 'Sodom'을 발매하였고, 이듬해에는 바켄 오픈 에어 페스티벌(Wacken Open Air Festival)에서 결성 25주년 기념 공연을 하였으며, 이전 멤버들이 함께 무대에 올라 함께 연주하기도 했다.
2007년 말에 데뷔 EP 앨범 'In the Sign of Evil'을 재녹음한 11집 'The Final Sign of Evil' 발매했다. 이 앨범에는 당시 수록곡들의 재녹음 버전과 데모곡들이 수록되어있다.
또한, 원년멤버 그레이브 바이얼레이터와 크리스 위치헌터가 녹음을 하기도 했다.
2011년 1월 30일 밴드는 전 기타리스트 디르크 '슈트랄리' 슈탈마이어의 사망소식을 알렸다.
2013년 월 14집 'Epitome of Torture'를 발매했다.

## 스타일
밴드 이름은 성경에 나오는 죄악의 도시 '소돔'을 의미한다. 영국의 블랙메탈 밴드 베놈(Venom)은 소돔에 상당한 영향을 끼친 밴드이다. 엔젤리퍼는 베놈의 1980년 데모 앨범이 소돔 결성의 계기가 되었다고 밝힌 바 있다. 하지만 소돔은 베놈보다 훨씬 더 공격적이며 빠른 음악을 선보였다.
외부적으로, 그리고 가사적인 관점에서도 베놈의 사타니즘 이미지를 차용하였으며, 활동 초기에는 자신들을 사타니스트 그룹이라고 소개할 정도였다. 그리하여 몇몇 사람들은 소돔을 FWOBM(First Wave of Black Metal) 밴드로 분류하기도 한다. 음악적으로는 초기의 공격적이며 빠른 스래쉬 메탈 스타일을 현재까지 꾸준히 유지하고 있다.
또한, 동시대의 다른 밴드들 보다 더욱 극단적이었던 기타 리프와 거친 그로울링 보컬은 소돔이 당시 태동기였던 데스메탈과 1990년대의 블랙메탈에 방향타 역할을 하였다고 여겨지고 있다.
두 번째 앨범 'Persecution Mania'로 사타니즘 이미지에서 탈피했으며, 가사의 주제도 기존의 주제인 마녀, 악마에서 벗어나 성범죄(Electrocution), 핵전쟁(Nulcear Winter) 등으로 한층 변모한 모습을 보여주었다. 또한, 가사의 주제가 폭력과 전쟁이라는 이유로(상당히 강한 표현을 사용하여) 과거에 언론으로부터 '전쟁을 찬양하는 밴드'라는 비난을 받았으나, 소돔의 팬들은 "가사를 잘 보면 내재하여있는 비판적인 메시지를 알아차릴 수 있다"며 정확히 반대라고 주장하고 있다.
즉, 'Persecution Mania'와 같은 곡은 전쟁을 찬양하는 것이 아니라, 전쟁을 끔찍하고, 충격적인 것으로 묘사하고 있다. 또한, 'Ausgebombt'의 코러스 부분인 "Spielt nicht mit dem Tod, (죽음을 가지고 장난치지 마라) der Krieg ist nicht mehr weit (전쟁이 정말 얼마 남지 않았다). Vernichtet Eure Waffen (무기를 없애라), lernt aus der Vergangenheit!" (과거로부터 배워라!) 역시 이러한 관점에서 볼 수 있다.
또한, '10집 'M-16'은 반전 메시지를 담고 있다'고 엔젤리퍼는 밝혔다.

## 정규 음반 및 EP, DVD 목록

### 정규 음반
- 1986: Obsessed by Cruelty
- 1987: Persecution Mania
- 1989: Agent Orange
- 1990: Better off Dead
- 1992: Tapping the Vein
- 1994: Get What You Deserve
- 1995: Masquerade in Blood
- 1997: ’Til Death Do Us Unite
- 1999: Code Red
- 2001: M-16
- 2006: Sodom
- 2007: The Final Sign of Evil
- 2010: In War and Pieces
- 2013: Epitome of Torture
- 2016: Decision Day
- 2020: Genesis XIX

### 라이브 앨범, 베스트 앨범, DVD
- 1988: Mortal Way of Life (라이브)
- 1994: Marooned Live (라이브)
- 1994: Live in der Zeche Carl (라이브)
- 1996: Ten Black Years (베스트 앨범)
- 2003: One Night in Bangkok (라이브)
- 2005: Lords of Depravity Pt.1 (DVD)
- 2010: Lords of Depravity Pt.2 (DVD)
- 2010: The Art of Killing Poetry (2010년 12월 메탈해머 부록)
- 2012: 30 Years Sodomized 1982–2012 (3000장 한정 박스세트)

### 데모, EP, 싱글 앨범
- 1982: Witching Metal (데모)
- 1984: Victims of Death (데모)
- 1984: In the Sign of Evil (EP)
- 1987: Expurse of Sodomy (EP)
- 1989: Ausgebombt (싱글)
- 1991: The Saw Is the Law (싱글)
- 1993: Aber bitte mit Sahne (EP)
- 2012: The Big Teutonic 4 크리에이터, 디스트럭션. 탱커드와의 스플릿 EP
- 2014: Sacred Warpath (EP)
- 2018: Partisan (EP)